# Makdiops nilgirensis
Espèce
Synonymes
- Selenops nilgirensis Reimoser, 1934

Makdiops nilgirensis est une espèce d'araignées aranéomorphes de la famille des Selenopidae.

## Distribution
Cette espèce est endémique du Tamil Nadu en Inde,. Elle se rencontre dans les Nîlgîri.

## Description
La femelle décrite par Crews et Harvey en 2011 mesure 6,65 mm.

## Étymologie
Son nom d'espèce, composé de nilgir[i] et du suffixe latin -ensis, « qui vit dans, qui habite », lui a été donné en référence au lieu de sa découverte, les Nîlgîri.

## Publication originale
- Reimoser, 1934 : Araneae aus Süd-Indien. Revue suisse de Zoologie, vol. 41, p. 465-511 (texte intégral).